# Piotruś i wilk (film)
Piotruś i wilk (Piotruś i wilk według Siergieja Prokofjewa, ang. Peter and the Wolf, Sergei Prokofiev′s Peter and the Wolf) – polsko-brytyjski krótkometrażowy film lalkowy z 2006 w reżyserii Suzie Templeton. Film zdobył statuetkę Oscara 2007 za Najlepszy Krótkometrażowy Film Animowany.
Realizacją filmu zajęła się łódzka wytwórnia filmowa Se-ma-for wraz z brytyjskim studiem BreakThru Films przy współpracy norweskiego studia Storm Studios, a sfinansował go między innymi Polski Instytut Sztuki Filmowej i brytyjska telewizja Channel 4.

## Fabuła
Film jest adaptacją baśni muzycznej Siergieja Prokofjewa Piotruś i wilk na głos recytujący i wielką orkiestrę symfoniczną z 1936 którego akcja rozgrywa się we współczesnej Rosji. Mały chłopiec Piotruś mieszkający z Dziadkiem na odludziu, z pomocą Ptaszka i Kaczuszki będących jego przyjaciółmi, stawia czoła groźnemu Wilkowi. Wspólnie pokazują, że dzięki przyjaźni można przetrwać nawet w najbardziej brutalnym świecie. 

## Ekipa
- Reżyseria: Suzie Templeton
- Scenariusz: Marianela Maldonado, Suzie Templeton
- Zdjęcia: Hugh Gordon, Mikołaj Jaroszewicz
- Scenografia: Marek Skrobecki
- Animacja: Adam Wyrwas, Krzysztof Brzozowski
- Muzyka: Siergiej Prokofjew
- Dyrygent: Mark Stephenson
- Montaż: Tony Fish, Suzie Templeton
- Efekty wizualne: Kamil Polak
- Produkcja: Alan Dewhurst, Hugh Welchman
- Polski producent: Zbigniew Żmudzki
- Kierownictwo produkcji: Elżbieta Stankiewicz

## Nagrody
- Oscary 2007
  - Najlepszy Krótkometrażowy Film Animowany
- Nagroda BAFTA 2006
  - Najlepszy Krótkometrażowy Film Animowany (nominacja)
- Międzynarodowy Festiwal Filmów Animowanych Annecy 2007
  - Kryształ Annecy (Grand Prix festiwalu)
  - Nagroda Publiczności Annecy
- Pulcinella Italian Television Animation Awards – Cartoon on the Bay Festival 2007
  - Najlepszy Europejski Program Roku (Best European Programme of the Year)
- Festiwal Rose d'Or 2007
  - Złota Róża za Najlepszy Program w kategorii Sztuki Performatywne (Best Performing Arts Programme) – za połączenie filmu z muzyką graną na żywo